# Franc Hvala
Franc Hvala (partizansko ime Peter), slovenski publicist, * 30. marec 1909, Bukovo, † december 2005.

## Življenje in delo
Ljudsko šolo je obiskoval v rojstnem kraju (1916-1923). Po končani šoli je delal na domači kmetiji in bil v vaškem prosvetnem društvu knjižničar vse do fašistične nasilne ukinitve društva leta 1927. Zaradi fašističnega nasilja se je pridružil organizaciji TIGR, v narodnoosvobodilno borbo pa vstopil konec leta 1941. Maja 1943 je postal član okrožnega komiteja Komunistične partije Slovenije za Baško grapo. Maja 1944 je bil imenovan za načelnika okrožne izpostave odseka notranjih zadev predsedstva SNOS za Baško grapo. Od septembra 1944 do osvoboditve pa je bil načelnik narodne zaščite severnoprimorskega okrožja. Po vojni je vse do upokojitve leta 1965 delal v raznih organih ljudske oblasti. Za svoje delo je prejel več odlikovanj, priznanj in nagrad, zlasti za delo v gasilski organizaciji. 
Za publicistično dejavnost se je odločil, ko je bil upokojen. V slovenskem tisku (Primorske novice, TV-15, Borec) je objavljal krajše in daljše reportaže in spomine na dogajanja na Cerkljanskem v času narodnoosvobodilne borbe. Objavil je tudi več knjižnih del. Knjiga Organizacija in delo Narodne zaščite med NOB na Primorskem : 1941-1945 ga je spodbudila k dokončni redakciji knjige Življenje pod Bevkovo Kojco. V njej je opisal kraje ljudi in njihovo življenje v krajevni skupnosti Bukovo-Zakojca.

## Izbrana bibliografija
- Organizacija in delo Narodne zaščite med NOB na Primorskem : 1941-1945 (COBISS)
- Življenje pod Bevkovo Kojco (COBISS)
- Spomini na partizanski čas (COBISS)